# Тютрюмов, Александр Аркадьевич
Алекса́ндр Арка́дьевич Тютрю́мов (22 апреля 1959, Подпорожье, Ленинградская область — 7 мая 2023, Санкт-Петербург) — российский актёр театра и кино, кинорежиссёр, продюсер, предприниматель. Наиболее известные роли — подполковник милиции Сергей Егоров в телесериале «Убойная сила» и Костя Морган в «Агенте национальной безопасности». Заслуженный артист Российской Федерации (2019).

## Биография
Родился 22 апреля 1959 года в городе Подпорожье Ленинградской области.
Окончил индустриально-педагогический техникум, потом получил высшее экономическое и политическое образование. Учился во ВГИКе, на курсе «продюсер кино и телевидения».
На протяжении восьми лет играл в Народном театре Подпорожья. С 1995 года — актёр киностудии «Ленфильм».
За роль в фильме «Цветы календулы» был награждён премией «Лучший дебют» на 6-м Международном кинофестивале «Балтийская жемчужина».
В июне 2021 года был выдвинут кандидатом для участия в выборах в Законодательное собрание Санкт-Петербурга от партии «Родина».
Был членом Союза кинематографистов России и Санкт-Петербургской гильдии киноактёров.
Кандидат экономических наук, доцент кафедры продюсирования кино и телевидения в Санкт-Петербургском государственном институте кино и телевидения. Преподавал предмет «Мастерство продюсера кино и телевидения». Являлся генеральным продюсером кинокомпании «АТК-Студио».

### Семья
Отец — Аркадий Васильевич Тютрюмов (1929—2019)
Мать — Евгения Михайловна;
Брат — Владимир;
Жена — Людмила Андреевна;
- Сын — Артём[9]; окончил юридический факультет СПбГУ[8][10];
  - Внуки: Арсений[9] и Архип[11].
- Дочь — Анна[8][9][10].

### Смерть и похороны
Александр Аркадьевич Тютрюмов скончался 7 мая 2023 года на 65-м году жизни в Мариинской больнице Санкт-Петербурга. Причиной смерти стало воспаление внутренних органов.
Церемония прощания с актёром состоялась 10 мая 2023 года в Доме Кино Санкт-Петербурга, её посетило более ста человек; присутствовал Губернатор Санкт-Петербурга Александр Беглов. Похоронен на Большеохтинском кладбище.

## Творчество

### Фильмография
| Год       |     | Название                                            | Роль |
| --------- | --- | --------------------------------------------------- | --- |
| 1996      | ф   | Операция «С Новым годом!»                           | подчинённый Мавецкого |
| 1997—2019 | с   | Улицы разбитых фонарей                              | адвокат криминального авторитета Захарова (1 сезон, 4 серия — «Целую. Ларин») Витёк, спонсор из Москвы (2 сезон, 26 серия — «Дело № 1999») Сергей Васильевич Баринов, генерал-майор милиции, начальник ГУ МВД по СПб и ЛО (10—12 сезоны) |
| 1998      | ф   | Хочу в тюрьму                                       | сообщник Олега Ивановича |
| 1998      | ф   | Блокпост                                            | эпизод |
| 1998      | ф   | Цветы календулы                                     | Алексей Джигурда |
| 1998      | ф   | Женская собственность                               | Дмитрий Дмитриевич |
| 1998—2000 | с   | Агент национальной безопасности 1—2                 | Костя Морган |
| 2000      | с   | Бандитский Петербург. Фильм 2. Адвокат              | новый владелец квартиры Званцева (2 серия) |
| 2001      | с   | Ключи от смерти                                     | Гена Лошак |
| 2001      | с   | Крот                                                | Александр Семёнович Пантелеев, хозяин торгово-развлекательного комплекса «Мандарин» (убит людьми Маргеладзе в 9 серии 1-го сезона) (1-й сезон, ‡)                                                                                        |
| 2000—2005 | с   | Убойная сила (6 сезонов)                            | подполковник милиции Сергей Аркадьевич Егоров (сезоны 2—6) |
| 2002      | ф   | Копейка                                             | Савва Владимирович |
| 2002      | ф   | Не делайте бисквиты в плохом настроении             | эпизод |
| 2002      | ф   | В движении                                          | представитель МегаБанка |
| 2002      | с   | Камера, мотор!                                      | эпизод |
| 2002      | ф   | Дневник камикадзе                                   | эпизод |
| 2003      | ф   | Особенности национальной политики                   | Василий Михайлович Кислюк |
| 2003      | ф   | Особенности национальной политики                   | Кинопродюсер |
| 2003      | с   | Линии судьбы                                        | Леонид Михайлов |
| 2003      | с   | Мангуст                                             | Сидор Игнатьевич Ляпунов |
| 2003      | ф   | Доступ открыт                                       | банкир |
| 2003      | с   | Женский роман                                       | продюсер |
| 2003      | ф   | Овидий                                              | эпизод, только в версии 2013 года «Меня здесь больше нет» |
| 2004      | ф   | Слушатель                                           | Иван Никитич Ермолаев, директор фирмы |
| 2004      | с   | Мастер и Маргарита                                  | Палосич |
| 2004      | с   | Ералаш (выпуск № 176, сюжет «Спасите наши уши!»)    | Андрей Петрович, папа ученика |
| 2004—2006 | с   | Осторожно, Задов!                                   | генерал, командир полка, управдом |
| 2004      | кор | Киножурнал Фитиль: «Тир-терапия» (№ 17)             | Василий Аркадьевич |
| 2005      | ф   | Лаки. Не время для любви                            | инспектор ГИБДД |
| 2005      | с   | Весёлые соседи                                      | Борис Кукушкин |
| 2005      | ф   | Парадиз                                             | босс |
| 2005      | с   | Золотой телёнок                                     | Плотский-Поцелуев |
| 2006      | ф   | Меченосец                                           | Боров |
| 2006      | ф   | Профессор в законе                                  | сосед профессора |
| 2006      | ф   | Мечта                                               | посититель ресторана |
| 2007      | ф   | Перстень наследника династии                        | Савинов, майор |
| 2007      | ф   | Закон зайца                                         | Аркадий Васильевич Савинов |
| 2007      | ф   | Ирония судьбы. Продолжение                          | обыватель |
| 2007      | тф  | Оперативная разработка                              | подозреваемый во взятках Соболев |
| 2008      | с   | ГИБДД и т. д.                                       | Валерий Павлович |
| 2009      | ф   | Укрощение строптивых                                | продюсер |
| 2009      | ф   | Демон и Ада                                         | бизнесмен |
| 2009      | ф   | Демон и Ада                                         | Кинопродюсер |
| 2009      | с   | Ералаш (выпуск № 230, сюжет «Берегись автомобиля!») | папа девочки |
| 2010      | с   | Тайны следствия-9                                   | Гуревич |
| 2010      | ф   | Демон и Ада                                         | Вениамин |
| 2010      | с   | Дворик                                              | генерал в отставке |
| 2011      | ф   | Люблю и точка                                       | депутат |
| 2012      | с   | Время Синдбада                                      | Александр Вилков |
| 2012      | ф   | Спокойной ночи                                      | Имя персонажа не указано |
| 2012      | ф   | Заказ на одного                                     | Имя персонажа не указано |
| 2013      | ф   | 7 главных желаний                                   | полковник ГИБДД |
| 2013      | ф   | Английский русский                                  | Данилов |
| 2014      | ф   | Гена Бетон                                          | подполковник милиции |
| 2014      | ф   | Плата по счётчику                                   | Эгершельд |
| 2015      | с   | Семейный альбом                                     | Александр Аркадьевич, главный редактор газеты «Вечерний Ленинград» |
| 2015      | ф   | Экспириенс                                          | снимался |
| 2016      | с   | Ольга                                               | Борис Ефимович Мирмонт (Боря «Мука») (11 серия) |
| 2016      | ф   | Время колокольчиков                                 | Эпизод |
| 2016      | ф   | Искушение                                           | Режиссёр |
| 2017      | с   | Инспектор Купер. Невидимый враг                     | Тарханов |
| 2017      | с   | Чужое лицо                                          | Михаил Юрьевич Варакин |
| 2017      | ф   | Максимальный удар                                   | инспектор ДПС |
| 2017      | ф   | Ничей                                               | Степаныч, капитан теплохода |
| 2017      | ф   | Когда я брошу пить                                  | Корякин |
| 2017      | кор | Как попасть в кино?                                 | Снимался |
| 2017      | с   | Конная полиция                                      | начальник Сергея |
| 2018      | с   | Никогда не говори «никогда»                         | Альберт |
| 2019      | ф   | Весури                                              | финский повар |
| 2019      | с   | Подкидыш                                            | Бобров |
| 2020      | с   | Метод Михайлова                                     | Лев Сергеевич Батурин, мэр города |
| 2021      | ф   | Здравствуй, Дедушка Мороз!                          | художественный руководитель ТЮЗа |
| 2022      | ф   | Нахимовцы                                           | капитан-лейтенант |
| 2023      | ф   | Сюрприз для покойника                               | Василий Иванович |

### Театральные постановки и концертные программы
Постановки продюсерского центра «АТК-Студио»:
- 2008 — «Месье Амедей» — Бамумболо
- 2009 — «Крошка» — «Театр Дом». Режиссёр: Семён Стругачёв. — Гамбье